# Aeolochroma modesta
Aeolochroma modesta là một loài bướm đêm trong họ Geometridae.